# NWA World Women's Championship
Le NWA World Women's Championship (que l'on peut traduire par championnat du monde féminin de la NWA) est un championnat de catch (lutte professionnelle) utilisé par la National Wrestling Alliance (NWA).
Il est créé le 20 août 1954 quelques années après la création de la NWA. Il est dans la continuité du championnat du monde féminin de la National Wrestling Association (en). Il est d'abord utilisé exclusivement par les catcheuses employées par Billy Wolfe (en) puis par The Fabulous Moolah à partir de 1956 quand Wolfe prend sa retraite.

## Histoire

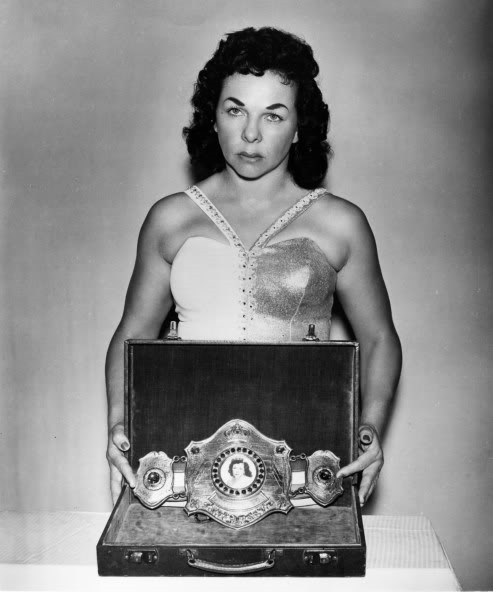
The Fabulous Moolah montrant la ceinture de championne du monde féminine de la NWA en 1970.

Dans les années 1930, Mildred Burke est la catcheuse vedette de la National Wrestling Association (en) et y remporte à trois reprises le championnat du monde féminin.
Lors de la création de la National Wrestling Alliance (NWA) en 1948, Billy Wolfe (en) (l'entraîneur, le promoteur et le mari de Burke) négocie le droit de gérer le championnat du monde féminin de la National Wrestling Association comme bon lui semble. Dans le même temps des tensions apparaissent entre Burke et son mari tant du point de vue professionnel que privé et ils divorcent en 1952.
Mildred Burke décide de créer sa propre fédération, la World Women's Wrestling Association (WWWA). Cependant Wolfe utilise ses contacts pour que les promoteurs membres de la NWA cessent de reconnaitre Burke comme championne du monde. À la place de Burke, c'est June Byers qui est aussi la maîtresse de Wolfe qui est reconnu championne du monde féminine de la NWA. Wolfe organise un match opposant Burke et Byers le 20 août 1954 dans un match au meilleur des trois tombés afin d'avoir une seule véritable championne. Byers et Wolfe font un screwjob en arrêtant le combat alors que Byers mène 1-0 devenant la première championne du monde féminine de la NWA. Elle garde ce titre jusqu'en 1956 où elle met un terme à sa carrière de catcheuse.
The Fabulous Moolah est la nouvelle championne après sa victoire face à Judy Grable le 18 septembre 1956. Moolah obtient aussi le droit d'utiliser le titre comme bon lui semble. Elle détient le règne le plus long avec 9 ans, 11 mois et 30 jours et perd ce titre le 17 septembre 1966. Moolah monopolise alors ce titre, les autres catcheuses travaillant pour elle ont des règnes très court.
En 1983, Moolah vend le titre de championne du monde la NWA à la World Wrestling Federation. Le titre reste longtemps vacant avant que Debbie Combs (en) ne lui succède le 12 février 1986,.

## Statistiques
| #  | Championne            | Règne | Date              | Durée      | Lieu                          | Événement                     | Notes |
| -- | --------------------- | ----- | ----------------- | ---------- | ----------------------------- | ----------------------------- | --- |
| 1  | Mildred Burke         | 1     | 1950              | [ note 1 ] | N/A                           | House show                    | Reconnue comme championne inaugurale du titre NWA. |
| 2  | June Byers            | 1     | 20 août 1954      | [ note 2 ] | Atlanta (Géorgie)             | House show                    | Elle bat Burke dans un match au meilleur des trois tombés arrêté par les organisateurs avant le second tombé. Byers mène alors 1-0. |
| —  | VACANT                | —     | 1956              | —          | —                             | —                             | The Baltimore Athletic Commission dépouille le titre de Byers après qu'elle a annoncé son intention de prendre sa retraite en 1956. |
| 3  | The Fabulous Moolah   | 1     | 18 septembre 1956 | 3 651      | Baltimore                     | House show                    | Bat Judy Grable dans un battle royal à 13 femmes. Moolah n'a pas été immédiatement reconnu comme la nouvelle championne du monde parce que le promoteur Billy Wolfe, avec qui Moolah avait une dispute plus tôt dans sa carrière, toujours contrôlé par la NWA. |
| 4  | Bette Boucher         | 1     | 17 septembre 1966 | 16         | Seattle                       | House show                    | |
| 5  | The Fabulous Moolah   | 2     | 3 octobre 1966    | 524        | —                             | House show                    | |
| 6  | Yukiko Tomoe          | 1     | 10 mars 1968      | 23         | Osaka (Japon)                 | House show                    | |
| 7  | The Fabulous Moolah   | 3     | 2 avril 1968      | 3 841      | Hamamatsu (Japon)             | House show                    | |
| 8  | Evelyn Stevens        | 1     | 8 octobre 1978    | 1          | Dallas                        | House show                    | |
| 9  | The Fabulous Moolah   | 4     | 9 octobre 1978    | 1 909      | Fort Worth                    | House show                    | |
| —  | VACANT                | —     | 31 décembre 1983  | —          | —                             | —                             | La World Wrestling Federation est retirée de la NWA en 1983, et Moolah a vendu le titre à la WWF. La WWF reconnaît Moolah en tant que championne, mais ne reconnaît pas les changements de titres précédents.                                                   |
| 10 | Debbie Combs          | 1     | 12 février 1986   | 1          | Honolulu                      | House show                    | Gagne le titre vacant dans une battle royal à 9 femmes. Impliquant Sherri Martel, Candi Devine, Despina Montagos, Eva Savage, Lady Satan, Princess Jasmine, Roxie Rush & Reggie Schwartz.                                                                       |
| —  | VACANT                | —     | 1987              | —          | —                             | —                             | Titre vacant en 1987, lorsque la promotion de Kansas City est retiré de la NWA. |
| 11 | Debbie Combs          | 2     | 10 avril 1987     | ~ 2 460    | Kansas City (Kansas)          | House show                    | Bat Penny Mitchell pour gagner le titre vacant. |
| 12 | Bambi                 | 1     | 1994              | [ note 4 ] | N/A                           | N/A                           | |
| 13 | Peggy Lee Leather     | 1     | 1994              | [ note 5 ] | N/A                           | N/A                           | |
| 14 | Bambi                 | 2     | 26 juillet 1994   | ~ 653      |                               |                               | |
| 15 | Malia Hosaka          | 1     | 9 mai 1996        | 1          | Johnson City (Tennessee)      | House show                    | |
| 16 | Debbie Combs          | 3     | 10 mai 1996       | ~ 144      | Fall Branch (en)              | House show                    | |
| —  | VACANT                | —     | Octobre 1996      | —          | —                             | —                             | |
| 17 | Strawberry Fields     | 1     | 14 octobre 2000   | [ note 8 ] | Nashville                     | NWA Anniversary Show          | Bat Leilani Kai. |
| —  | VACANT                | —     | 1er novembre 2000 | —          | —                             | —                             | Rendu vacant à la suite d'une blessure. |
| 18 | Madison               | 1     | 23 août 2002      | 64         | Surrey (Colombie-Britannique) | House show                    | Bat Bam Bam Bambi |
| 19 | Char Starr            | 1     | 26 octobre 2002   | 41         | Corpus Christi                | 54th Anniversary Show         | |
| 20 | Madison               | 2     | 6 décembre 2002   | 96         | Port Coquitlam                | House show                    | |
| 21 | Leilani Kai           | 1     | 12 mars 2003      | 465        | Nashville                     | NWA/TNA Live event            | |
| —  | VACANT                | —     | 19 juin 2004      | —          |                               |                               | Après plusieurs non-présentation |
| 22 | Kiley McLean          | 1     | 19 juin 2004      | 308        | Richmond (Virginie)           | House show                    | Bat Kameo |
| 23 | Lexie Fyfe            | 1     | 23 avril 2005     | 168        | Richmond (Virginie)           | House show                    | |
| 24 | Christie Ricci        | 1     | 8 octobre 2005    | 476        | Nashville                     | 57th Anniversary Show         | C'était un Three-Way match impliquant également Tasha Simone. |
| 25 | MsChif                | 1     | 27 janvier 2007   | 98         | Lebanon (Tennessee)           | House show                    | |
| 26 | Amazing Kong          | 1     | 5 mai 2007        | 358        | Streamwood                    | House show                    | |
| 27 | MsChif                | 2     | 27 avril 2008     | 818        | Cap-Girardeau                 | House show                    | |
| 28 | Tasha Simone          | 1     | 24 juillet 2010   | 70         | Lebanon (Tennessee)           | House show                    | |
| 29 | La Reine de Corazones | 1     | 2 octobre 2010    | 35         | Altus (Oklahoma)              | House show                    | |
| —  | VACANT                | —     | 6 novembre 2010   | —          |                               |                               | Vacant, car elle refusait de défendre son titre. |
| 30 | Tasha Simone          | 2     | 6 novembre 2010   | 365        | Lebanon (Tennessee)           | House show                    | Bat Rachel |
| 31 | Tiffany Roxx          | 1     | 6 novembre 2011   | 49         | Lebanon (Tennessee)           | House show                    | C'était un match sans disqualification |
| 32 | Tasha Simone          | 3     | 25 décembre 2011  | 300        | Lebanon (Tennessee)           | House show                    | |
| 33 | Kacee Carlisle        | 1     | 20 octobre 2012   | 462        | Lebanon (Tennessee)           | House show                    | |
| 34 | Barbi Hayden (en)     | 1     | 25 janvier 2014   | 378        | Cypress (Texas)               | NWA Houston                   | [ 8 ] |
| 35 | Santana Garrett       | 1     | 7 février 2015    | 314        | Plant City                    | Live Event                    | [ 9 ] |
| 36 | Amber Gallows         | 1     | 18 décembre 2015  | 273        | Sherman (Texas)               | Live Event                    | [ 10 ] |
| 37 | Jazz                  | 1     | 16 septembre 2016 | 948        | Sherman (Texas)               | Live Event                    | C'était un match à trois catcheuses incluant aussi Christi Jaynes |
| —  | VACANT                | —     | 22 avril 2019     | —          | NC                            | NC                            | [ 12 ] |
| 38 | Allysin Kay           | 1     | 27 avril 2019     | 272        | Concord (Caroline du Nord)    | NWA/ROH The Crockett Cup 2019 | Elle bat Santana Garrett dans un match pour désigner la nouvelle championne. |
| 39 | Thunder Rosa          | 1     | 24 janvier 2020   | 277        | Atlanta                       | Hard Times                    | [ 14 ] |
| 40 | Serena Deeb           | 1     | 27 octobre 2020   | 222        | Long Beach                    | UWN Primetime Live 7          | [ 15 ] |
| 41 | Kamille               | 1     | 6 juin 2021       | 812        | Atlanta                       | When Our Shadows Fall         | [ 16 ] |
| 40 | Kenzie Paige (en)     | 1     | 27 août 2023      | 602        | Saint-Louis, Missouri         | NWA 75th Anniversary Show     | [ 17 ] |

Notes
1. ↑  La durée exacte du règne est inconnue
2. ↑  La durée exacte du règne est inconnue
3. ↑  La date exacte de la perte du titre est inconnue ; Selon l'année, le règne durerait entre 2 458 jours et 2 822 jours
4. ↑  La durée exacte du règne est inconnue
5. ↑  La durée exacte du règne est inconnue
6. ↑  La date exacte de la perte du titre est inconnue
7. ↑  La date exacte de la perte du titre est inconnue ; Selon le mois, le règne durerait entre 144 jours et 174 jours
8. ↑  La durée exacte du règne est inconnue

## Règnes combinés
* : La durée exacte du règne est incertaine, les données peuvent être incertaines.
| Rang | Championne            | Nombre de règnes | Jours combinés |
| ---- | --------------------- | ---------------- | -------------- |
| 1    | The Fabulous Moolah   | 4(5)             | 9 925*         |
| 2    | Debbie Combs (en)     | 2                | 3 461*         |
| 3    | Jazz                  | 1                | 948            |
| 4    | MsChif                | 2                | 916            |
| 5    | Kamille               | 1                | 812            |
| 6    | June Byers            | 1                | 760*           |
| 7    | Tasha Simone          | 3                | 734            |
| 8    | Kenzie Paige (en)     | 1                | 607+           |
| 9    | Christie Ricci        | 1                | 476            |
| 10   | Leilani Kai           | 1                | 465            |
| 11   | Kacee Carlisle        | 1                | 462            |
| 12   | Barbi Hayden          | 1                | 378            |
| 13   | Amazing Kong          | 1                | 358            |
| 14   | Santana Garrett       | 1                | 314            |
| 15   | Kiley McLean          | 1                | 308            |
| 16   | Thunder Rosa          | 1                | 277            |
| 17   | Amber Gallows         | 1                | 273            |
| 18   | Allysin Kay           | 1                | 272            |
| 19   | Serena Deeb           | 1                | 222            |
| 20   | Lexie Fyfe            | 1                | 168            |
| 21   | Madison               | 2                | 160            |
| 22   | Tiffany Roxx          | 1                | 50             |
| 23   | Char Starr            | 1                | 41             |
| 24   | La Reine de Corazones | 1                | 35             |
| 25   | Sue Green             | 1                | 32             |
| 26   | Yukiko Tomoe          | 1                | 23             |
| 27   | Strawberry Fields     | 1                | 18*            |
| 28   | Bette Boucher         | 1                | 16             |
| 29   | Evelyn Stevens        | 1                | 1              |
| 30   | Malia Hosaka          | 1                | 1              |
| 31   | Bambi                 | 2                | ?              |
| 31   | Mildred Burke         | 1                | ?              |
| 31   | Peggy Lee Leather     | 1                | ?              |